# Tanjung Mas (Kampar Kiri)
Tanjung Mas is een bestuurslaag in het regentschap Kampar van de provincie Riau, Indonesië. Tanjung Mas telt 434 inwoners (volkstelling 2010).